# Triumf Ljuberci
Triumf (rus. Мужской баскетбольный клуб "Триумф") je ruski košarkaški klub iz moskovske oblasti, iz grada Ljuberaca. Klub trenutačno nastupa u Ruskoj PBL, VTB ligi i EuroChallengeu. 
Utemeljen je 2007. godine, rasformiranjem kluba Dinamo (Moskovska oblast) koji je imao sjedište u Ljubercima.

## Poznati igrači
| - Vasilij Karasev - Nenad Krstić - Ognjen Aškrabić - Uroš Slokar - Esteban Batista - Giedrius Gustas - Tanel Tein | - Kerem Tunçeri - Marcus Goree - Tyrell Lyday - Mire Chatman - Alan Anderson - Marque Perry - J. R. Bremer |

## Uspjesi
- EuroChallenge
  - finalist: 2014.

## Vanjske poveznice
- Službena stranica  Arhivirana inačica izvorne stranice od 2. svibnja 2013. (Wayback Machine)
- Stranica kluba na Eurobasket.com